# María Delgado Nadal
María Delgado Nadal (Saragossa, Aragó, 8 d'octubre de 1997) és una nedadora paralímpica. Competeix en la categoria S12 -deficiència visual- en les proves de papallona, lliures, esquena, i estils. Actualment entrena al Centre d'Alt Rendiment Esportiu a Madrid gràcies a una beca del pla ADOP per a esportistes d'alt nivell discapacitats.María és considerada com la successora de Teresa Perales, per haver nascut ambdues a la ciutat de Saragossa.

## Orígens
María, a la primerenca edat de deu anys, va començar a practicar l'esport en general, practicant assíduament tant atletisme com la natació durant les seves estones lliures i caps de setmana. La vida de la jove nedadora paralímpica, sempre ha estat lligada a l'esport, arribant a competir a nivell nacional, en tots dos esports, tant en atletisme, com en natació. La família paterna de l'esportista és originària de Monleras, un poble a la província de Salamanca, Espanya, en el qual sol gaudir de les vacances estivals i les seves festes patronals de la Verge de l'Assumpció.

## Campionat Mundial Mont-real 2013
María va participar en el mundial de natació adaptada celebrat a Mont-real, Canadà (12 a 18 d'agost de 2013). Malgrat ser la més jove de l'expedició espanyola, amb tan sols quinze anys, va aconseguir un quart lloc en la final de 100 m papallona S12, a més de dos sisens llocs (100 m esquena i 200 m estils), un vuitè (100 m lliures) i un desè (50 m lliures).

## Campionat Europeu Eindhoven 2014
En l'estiu de 2014, María va participar en el campionat europeu de natació adaptada celebrat en Eindhoven, Holanda, aconseguint dues medalles de bronze en 200 m estils i en 100 m papallona, a més d'un quart lloc en 400 m lliures i dos sisens llocs en 100 m lliures i 100 m esquena.

## Campionat Mundial Glasgow 2015
Posteriorment, va participar en el campionat mundial de 2015 celebrat a la ciutat de Glasgow, Escòcia aconseguint la medalla de bronze en la final de 100 m esquena de la categoria S12, amb un temps d'1:14.51, sent el seu rècord personal en aquesta disciplina. També va aconseguir un quart lloc en la final de 100 m papallona S13, competint fora de la seva categoria contra nedadores amb un menor grau de discapacitat, aconseguint la seva millor marca personal i el rècord d'Espanya de 100 m papallona S12 amb un temps d'1:08.69. Finalment va aconseguir un altre quart lloc en la final dels 50 m lliures S12 amb un temps de 29:32.

### Campionat Europeu Funchal 2016
Va formar part de l'expedició espanyola que va competir en el campionat europeu de Funchal, Portugal. Va aconseguir dos quarts llocs: el primer en 50 lliures amb una marca de 29.28" i el segon, 100 esquena amb una marca d'1:16.27.
Va participar en els Jocs Paralímpics de Rio 2016 que van tenir lloc entre el 7 i 18 de setembre de 2016. Va obtenir un 8é lloc en la final de 100 papallona I 2 bronzes a 100 esquena I 50 lliures